# Viliam Duchoň
Viliam Duchoň (* 15. ledna 1966) je bývalý slovenský fotbalista, obránce.

## Fotbalová kariéra
Hrál za Spartak Trnava a Duklu Banská Bystrica. V československé lize nastoupil v 75 utkáních.

## Ligová bilance
| Ročník                                      | Zápasy | Góly | Klub                  |
| ------------------------------------------- | ------ | ---- | --------------------- |
| 1. československá fotbalová liga 1983/84    | 3      | 0    | Spartak Trnava        |
| 1. československá fotbalová liga 1985/86    | 2      | 0    | Dukla Banská Bystrica |
| 1. československá fotbalová liga 1987/88    | 13     | 0    | Spartak Trnava        |
| 1. československá fotbalová liga 1988/89    | 15     | 0    | Spartak Trnava        |
| 1. československá fotbalová liga 1989/90    | 15     | 0    | Spartak Trnava        |
| 1. slovenská národní fotbalová liga 1990/91 | -      | -    | Spartak Trnava        |
| 1. československá fotbalová liga 1991/92    | 20     | 0    | Spartak Trnava        |
| 1. československá fotbalová liga 1992/93    | 7      | 0    | Spartak Trnava        |
| CELKEM                                      | 75     | 0    |                       |